# 陳海珊
陳海珊 ，國立中興大學植病系、中興大學財稅系(今國立台北大學財稅系)畢業。曾任教於光仁中學、海星高中。2016年受耶穌會神父之託接任徐匯中學首任女校長 。

## 外部連結
徐匯中學校長室 （页面存档备份，存于）